# Tunica Resorts
Tunica Resorts è un census-designated place (CDP) degli Stati Uniti d'America, situato nello Stato del Mississippi, nella contea di Tunica.